# Гафт-Танан
Гафт-Танан (перс. هفت تنان) — село в Ірані, у дегестані Ларіджан-е Софла, у бахші Ларіджан, шагрестані Амоль остану Мазендеран. За даними перепису 2006 року, його населення становило 159 осіб, що проживали у складі 45 сімей.

## Клімат
Середня річна температура становить 9,42 °C, середня максимальна – 25,78 °C, а середня мінімальна – -7,64 °C. Середня річна кількість опадів – 231 мм.
| Клімат поселення                              | Клімат поселення | Клімат поселення | Клімат поселення | Клімат поселення | Клімат поселення | Клімат поселення | Клімат поселення | Клімат поселення | Клімат поселення | Клімат поселення | Клімат поселення | Клімат поселення | Клімат поселення |
| Показник                                      | Січ.             | Лют.             | Бер.             | Квіт.            | Трав.            | Черв.            | Лип.             | Серп.            | Вер.             | Жовт.            | Лист.            | Груд.            |                  |
| Середній максимум, °C                         | 2,12             | 3,34             | 6,70             | 13,41            | 18,66            | 22,84            | 25,78            | 25,42            | 21,92            | 16,62            | 10,68            | 5,40             |                  |
| Середня температура, °C                       | −2,76            | −1,52            | 1,80             | 8,51             | 13,77            | 17,96            | 20,68            | 20,35            | 16,84            | 11,53            | 5,58             | 0,31             |                  |
| Середній мінімум, °C                          | −7,64            | −6,42            | −3,08            | 3,64             | 8,90             | 13,06            | 15,59            | 15,26            | 11,74            | 6,44             | 0,50             | −4,78            |                  |
| Норма опадів, мм                              | 28               | 28               | 39               | 28               | 24               | 8                | 6                | 4                | 5                | 18               | 20               | 23               |                  |
| Середньомісячна швидкість вітру, м/с          | 1.59             | 2.28             | 2.94             | 3.10             | 2.75             | 2.13             | 1.99             | 1.98             | 2.17             | 2.20             | 1.85             | 1.63             |                  |
| Середньомісячна сонячна радіація, кДж/м²·день | 9161             | 11689            | 14360            | 17699            | 21441            | 24851            | 24309            | 22540            | 19458            | 14425            | 10840            | 8731             |                  |
| --------------------------------------------- | ---------------- | ---------------- | ---------------- | ---------------- | ---------------- | ---------------- | ---------------- | ---------------- | ---------------- | ---------------- | ---------------- | ---------------- | ---------------- |
| Джерело:                                      |                  |                  |                  |                  |                  |                  |                  |                  |                  |                  |                  |                  |                  |